# Barlaston
Barlaston är en ort och civil parish i Storbritannien.   Den ligger i grevskapet Staffordshire och riksdelen England, i den södra delen av landet, 210 km nordväst om huvudstaden London. Barlaston ligger 106 meter över havet och antalet invånare är 1 845.
Terrängen runt Barlaston är huvudsakligen platt. Barlaston ligger nere i en dal. Runt Barlaston är det ganska tätbefolkat, med 207 invånare per kvadratkilometer. Närmaste större samhälle är Stoke-on-Trent, 7,0 km norr om Barlaston. Omgivningarna runt Barlaston är en mosaik av jordbruksmark och naturlig växtlighet.